# Dolichopus portentosus
Dolichopus portentosus är en tvåvingeart som beskrevs av Negrobov 1973. Dolichopus portentosus ingår i släktet Dolichopus och familjen styltflugor. Inga underarter finns listade i Catalogue of Life.